# Rojo y negro (película)
Rojo y negro es una película española de 1942, dirigida por Carlos Arévalo. El título del film hace referencia a los colores de la bandera de Falange, los mismos que los de la políticamente opuesta Confederación Nacional del Trabajo.
La película, estrenada en el madrileño cine Capitol el 25 de mayo de 1942, no gustó a las autoridades franquistas —el propio Franco la desaprobó tras verla en una proyección privada— y al cabo de tres semanas terminaría siendo retirada de la cartelera, proyectándose por última vez el 14 de junio de 1942.

## Argumento
Luisa y Miguel son novios desde que eran unos niños, y siempre han estado juntos. Madrid es su residencia. Durante la Segunda República, Miguel se afilia a un partido de izquierdas y Luisa a la Falange. Se suceden las destrucciones de iglesias, asesinatos en plena calle de militantes políticos o propagandistas, y la quema de cultivos. Tras la imagen de una copa llenándose de agua hasta que rebosa, estalla la guerra civil española.
Luisa comienza una labor de ayuda a los compañeros de partido perseguidos o capturados, cometiendo actos arriesgados. Con el fin de comprobar si uno de ellos se encuentra en la checa del Convento de las Adoratrices controlado por milicianos cenetistas, entra en ella haciéndose pasar por miembro de las Juventudes Socialistas Unificadas. Pero el encargado de la misma sospecha de ella y la hace seguir cuando vuelve a su casa.
Tras el registro de su casa por parte de los milicianos, descubren el recibo de su afiliación al partido y es detenida. En primer lugar, es llevada a la checa de las Adoratrices, donde es violada, y finalmente la trasladan a la checa de Fomento.
Cuando Miguel se entera de que está allí, corre en su coche a buscarla, pero al llegar descubre que hacía un cuarto de hora que se la habían llevado para fusilarla. Corroído por el dolor, Miguel entabla un tiroteo contra una patrulla de milicianos, provocando con ello su propia muerte, para así volver a reunirse con su difunta amada.

## Comentarios
El film destaca en lo fotográfico por el uso del claroscuro y por la reconstrucción de la checa de Fomento como un edificio en sección, en el que se muestran sus distintas habitaciones y pasillos en un plano secuencia.